# Derendingen
Derendingen es una comuna suiza del cantón de Soleura, ubicada en el distrito de Wasseramt. Limita al norte con la comuna de Luterbach, al este con Deitingen, Subingen y Oekingen, al sur con Kriegstetten y Gerlafingen, y al occidente con Biberist y Zuchwil.

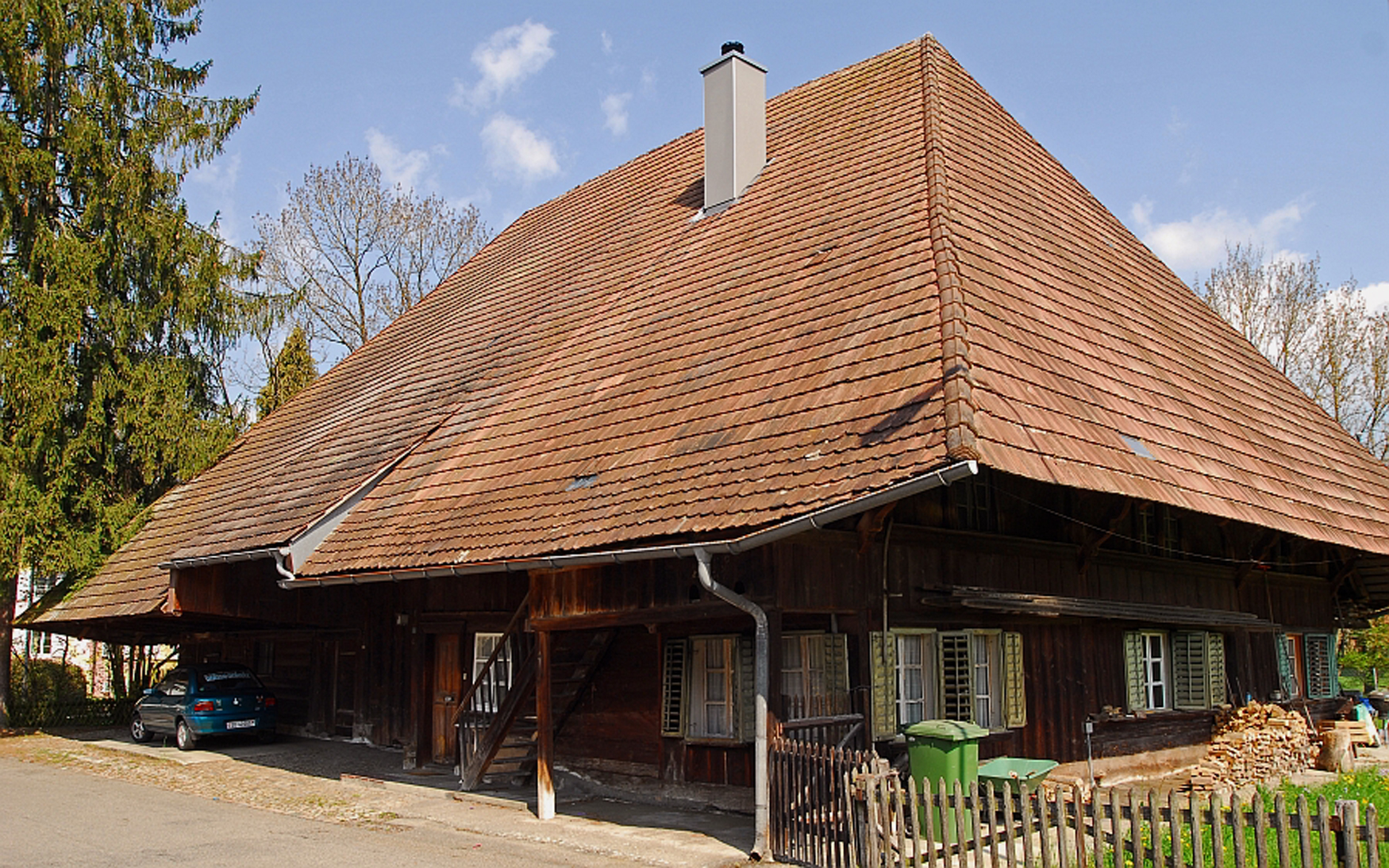
'Aebi Haus' o en dialecto local Aebi Hütte en Derendingen.